# Macabeo
Il Macabeo o Viura è un vitigno di uva a bacca bianca spagnolo e francese. Si usa nella produzione di vino bianco nella regione di La Rioja, per la Rueda e la Cava in Catalogna. In Francia è coltivato nella regione di Linguadoca-Rossiglione.

## Produzione
Nel 2004 c'erano 32.000 ettari di vigneti di questa varietà in Spagna e nel 2007 ce n'erano 2800 ettari in Francia.
Secondo l'ordinanza spagnola APA/1819/2007, del 13 giugno (BOE del giorno 21), questa varietà è autorizzata alla vinificazione  dalla comunità autonoma di Aragona, viene raccomandata nella comunità valenziana, in Extremadura, nella regioned i Murcia, nei Paesi Baschi, Aragona, Castilla-La Mancha, Castiglia e León e Catalogna. 
Si coltiva anche in altre aree, quali: Alicante, Bullas, Calatayud, Cigales, Costers del Segre, Méntrida, Rueda, Utiel-Requena, Valdepeñas, Penedès e Conca de Barberà.

## Viticoltura
É una pianta a rendimento elevato, è sensibile alla botrytis cinerea, ed è resistente alle gelate. I suoi grappoli sono grandi e compatti. Le bacche sono di grandi dimensioni, dalla pelle sottile e di colore dorato. I suoi aromi ricordano il palomino ma quest'uva ha più colore e più corpo a seconda del tempo di fermentazione.
Produce un vino dall'aroma delicato e dal colore giallo pallido paglierino con toni verdi. Non sono vini molto alcolici: hanno una gradazione tra i 9% e i 10,5%.